# Petrel nowozelandzki
Petrel nowozelandzki (Pterodroma cookii) – gatunek średniej wielkości ptaka oceanicznego z rodziny burzykowatych (Procellariidae).

## Występowanie
Gatunek ten występuje w Nowej Zelandii na wyspach Little Barrier, Great Barrier oraz Codfish. Po sezonie lęgowym migruje w kierunku wybrzeży Ameryki Północnej oraz Południowej.

## Systematyka
Nie wyróżnia się podgatunków. Proponowany podgatunek orientalis z wyspy Codfish nie jest obecnie uznawany.

## Charakterystyka

### Morfologia
Długość ciała 25–34 cm, rozpiętość skrzydeł 76–82 cm; masa ciała 112–302 g.
Grzbiet petrela nowozelandzkiego jest zwykle szary, a pióra od strony brzucha białe. Ma wąskie skrzydła oraz spiczasty ogon. Jego dziób jest czarny i mierzy około 3 cm. Ma szaroniebieskie nogi.

### Dieta
Jest drapieżnikiem. Żywi się głównie kałamarnicami. Poluje również na małe ryby i skorupiaki. Petrele nowozelandzkie polują głównie na powierzchni oceanu, jednak mogą nurkować na głębokość nawet 20 metrów.

### Rozmnażanie
Sezon lęgowy petreli nowozelandzkich trwa od września do kwietnia, natomiast jaja są składane od października do grudnia. Samica znosi zwykle jedno białe jajo, które ma 53 mm długości i 39 mm szerokości. Oboje rodzice wysiadują jajo przez około 47 dni. Młode są karmione co około 3 dni i jednorazowo dostają średnio 37 gramów pożywienia. Młode stają się samodzielne po około 88 dniach.

## Status
W Czerwonej księdze gatunków zagrożonych IUCN petrel nowozelandzki jest klasyfikowany jako gatunek narażony na wyginięcie (VU, Vulnerable). W 2012 roku szacowano liczebność populacji na około 670 tysięcy dorosłych osobników. W przeszłości liczebność tego gatunku gwałtownie spadała z powodu obecności introdukowanych drapieżników (kotów, szczurów i ptaków weka); ocenia się jednak, że dzięki działaniom ochronnym i tępieniu gatunków inwazyjnych obecnie liczebność tych petreli wzrasta.